# Pilomecyna longeantennata
Pilomecyna longeantennata är en skalbaggsart som beskrevs av Stefan von Breuning 1942. Pilomecyna longeantennata ingår i släktet Pilomecyna och familjen långhorningar. Inga underarter finns listade i Catalogue of Life.